# Szent Ágnes
Szent Ágnes (Róma 290-293 – Róma,  305. január 21.) szűz és vértanú, a katolikus egyházak szentje. Tisztelete elterjedt az anglikán egyházban és a keleti ortodoxiában, valamint az amerikai evangélikus egyházban is. Egyike annak a hét nőnek, akik szerepelnek a szent szüzek sorában a római misekánonban.  Ő a szüzesség, a kertészek, a leányok, a jegyespárok, a nemi erőszak áldozatainak és a szüzeknek a védőszentje.
Ismert még Római Szent Ágnes és Szent Inez néven. Ünnepnapja január 21., a mártíromsága évfordulója. (Korábbi, január 28-i emléknapját XXIII. János pápa 1960-ban eltörölte.)

Templomok százai viselik Szent Ágnes nevét, többek között a két legismertebb római temploma (Sant'Agnese fuori le mura, Sant'Agnese in Agone) és egy anglikán katedrális, Kiotóban. A művészetben báránnyal ábrázolják, minthogy neve hasonlít a latin agnus szóhoz, amelynek jelentése „bárány". Az Ágnes név valójában a görög nőnemű hagnē (ἁγνή) melléknévből ered, amely szűzieset, tisztát, szentet jelent.

## Életrajz
Származása és élete felől semmi biztos adatot sem ismerünk. A hagyomány szerint, Szent Ágnes kereszténnyé lett római nemesi család gyermekeként született 291 körül. 12 vagy 13 éves korában halt mártírhalált Diocletianus római császár uralkodása idején, 305. január 21-én.
Sempronius prefektus szerette volna fiának feleségül Ágnest, de a lány elutasítása nyomán halálra ítélte. Mivel a római jog nem engedélyezte szüzek kivégzését, Sempronius a meztelen Ágnest keresztül vonszolta az utcákon egy bordélyházig. Ezalatt csodák történtek. A lány imájára a haja megnőtt és befedte a testét, hogy elfedje szégyenét. Azok a férfiak pedig, akik megpróbálták megerőszakolni, rögtön megvakultak. Máglyán akarták megégetni, de a fahasábok nem égtek. Erre a főtiszt kihúzta a kardját és lefejezte Ágnest. Más szövegemlékek szerint torkon döfte. Úgy tartják, hogy Ágnes kiömlött vérét más keresztények felitatták ruhadarabokkal a kivégzőhely földjéről.
Néhány nappal Ágnes halála után egy Emerenciána nevű lány imája meghallgatásra talált a sírjánál. Azt állította, hogy ő Ágnes szoptatós dajkájának a lánya, és halálra kövezték, miután megtagadta, hogy elhagyja a helyet és megfeddte a pogányokat a fogadott nővére meggyilkolásáért. Emerenciánát később szintén szentté avatták.

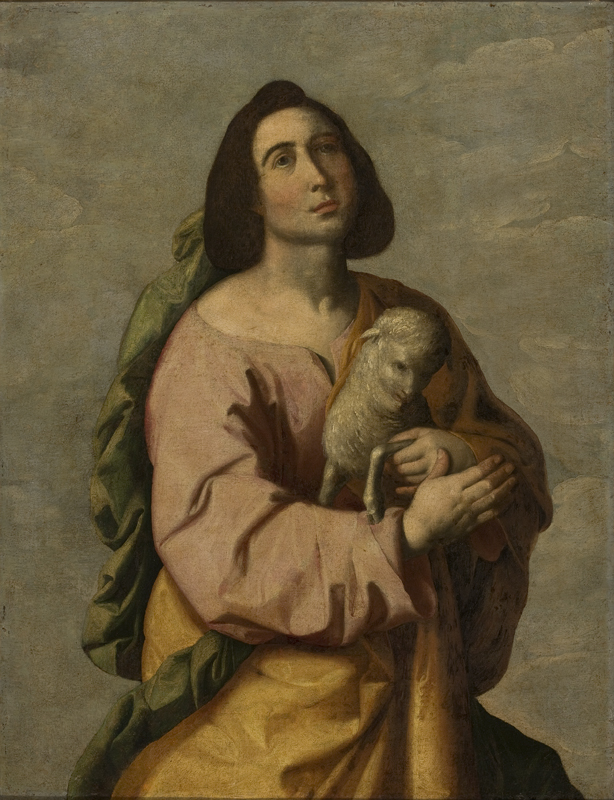
Szent Inez (Szent Ágnes)
Francisco de Zurbarán

Ágnes csontjait a római Sant'Agnese fuori le mura-templomban helyezték el, amelyet a sírjának helyet adó katakomba fölé emeltek, koponyáját pedig a Piazza Navonán található Sant'Agnese in Agone-templom oldalkápolnájában őrzik.
Kevés forrás számol be róla. A 4. század közepén összeállított vértanújegyzék említi nevét. Az Ágnesről szóló legkorábbi híradások közé tartozik Damasus pápa verses sírfelirata (366 és 384 közt). Szent Ambrus milánói püspök néhány évvel később beszél róla; Prudentius, a hispániai költő pedig hosszú verssorokat szentel neki.
A haláláról szóló korai beszámolók kihangsúlyozzák állhatatosságát és szüzességét.
Ágnesről a 10. században dráma is született, Hroswitha német apáca tollából.
Ünnepét kezdettől fogva január 21-én ülték, mert a Depositio Martyrum szerint ezen a napon temették el.

## Legendája
A keresztény nép többféle változatban ismerte Szent Ágnes hősi halálának elbeszélését. Íme az egyik:
„A mély börtön ajtajából néhány nőt lökdöstek elő, akiknek szemében leplezetlen félelem tükröződött, amikor a kínzás színhelyét megpillantották. A centurio szeme megakadt egy leány arcán. Alig lehetett több mint 12 éves, és ő volt az egyetlen, akinek arcán a félelemnek nyomát sem lehetett fölfedezni. A százados csodálkozott a fogoly fiatalságán, és a nevét kérdezte.

– Ágnesnek hívnak.

– Biztosan tévedés lesz, hogy idehoztak. Nyilván kényszerítettek, hogy részt vegyél a keresztények imáján.

– Nem, kapitány, senki sem kényszerített.

A férfi segíteni szeretett volna Ágnesnek. Egyszerűen semmi kedve sem volt már a véres ügyekhez. Most azonban irtózatos indulatba jött ekkora bátorság láttán. Odakiáltott a katonáknak:

– Kötözzétek a cölöphöz! Ő lesz az első. Gúnyolta az isteneket és a császárt!

Amikor Ágnes a cölöpnél állt, így szólt a kapitányhoz:

– Kapitány, nem akartalak megsérteni. Segíteni akartál rajtam. De majd segít nekem az én Istenem, aki hatalmasabb, mint te és a császárod!

A kapitány dühöngve a korbácsért nyúlt. Az első suhintás süvítve fütyült végig a levegőben.

– Állj meg, kapitány! – hangzott a kiáltás az udvar másik oldaláról.

Egy megtermett katona lépett elő, aki rettenthetetlenségéről volt ismert, és emiatt a császár már többször megjutalmazta.

– Add nekem feleségül! Van neki bátorsága! Éppen hozzám illik. – mondta.

Az volt ugyanis a szokás, hogy egy nő megszabadult minden büntetéstől és kereszténysége megtagadásának számított, ha egy katona feleségül kívánta.

A kapitány odafordult a lányhoz:

– Egyik legjobb katonám kíván feleségül. Ha elhagyod a keresztények őrült hitét, elengedlek.

A katonák szeme a lányra szegeződött. Ágnes hallgatott. Még két másik katona lépett elő:

– Ha ő nem tetszik neki, mi szeretnénk elnyerni.

– Igazán mind megbolondultatok, vagy keresztények lettetek! – kiáltotta a kapitány. Villámló szemmel fordult a lányhoz:

– No, válassz, melyiké akarsz lenni?! Pompás választási lehetőség áll előtted. Ilyen még egy asszonnyal sem történt e falak között!

– Azé akarok lenni, aki engem először választott: Istené!

Erre vége szakadt a kapitány türelmének. Így kiáltott:

– Le kell fejezni, mégpedig azonnal! Rajta!

De senki sem mozdult. A kapitány ekkor a haragtól vörösen adott parancsot azoknak, akik a leányt feleségül kérték:

– Te lefejezed, te segítesz, a többiek meg elintézik a többi tennivalót!

A katonák törvénye pedig az engedelmesség.
Ezen a napon perzselően sütött a nap Róma tetői fölött. A vízhordóknak verejtéktől csillogott a hátuk, de a katonák szemében könny csillogott. Ilyen mindaddig nem történt Rómában.”

## A népi kultúrában
Egy érdekes szokás jellemző az ünnepnapjára. Két bárányt hoznak a Tre Fontane trappista apátságból Rómába a pápához megáldani. Nagycsütörtökön nyírják meg őket, és a gyapjukból szövik a palliumot, az érseki vállszalagot, amelyet a pápa ad az újonnan felszentelt érseknek, méltósága és a pápával való egysége jeleként.
Szent Ágnes a fiatal leányok védőszentje; a népszokás azt kívánja meg tőlük, hogy olyan rituálékat végezzenek Szent Ágnes ünnepének előestéjén (január 20-ról 21-re virradó éjjel), amelynek révén meglátják jövendőbeli férjüket. Ezt a babonát örökítette meg John Keats egy verse, a Szent Ágnes éje.
A művészetben fiatal szőke hajú lányként, palástban ábrázolják, pálmaággal a kezében, és egy báránnyal a lábainál vagy a karjaiban.
A Fabiola, vagy a katakombák egyháza című regény, amelyet Nicholas Wiseman kardinális írt 1854-ben, Ágnest a főhősnek, a gyönyörű és nemesi származású Fabiolának barátságos kamasz unokatestvéreként és kebelbarátnőjekét ábrázolja.
Időnként tévesen Szent Ágnest a Wenceslas, a jó király című karácsonyi énekben említett parasztlánnyal azonosítják. Az említett szent valójában Bohémiai Ágnessel azonos.